# Гаїро
Гаїро, Ґаїро (італ. Gairo, сард. Gàiru) — муніципалітет в Італії, у регіоні Сардинія,  провінція Ольястра.
Гаїро розташоване на відстані близько 340 км на південний захід від Рима, 80 км на північний схід від Кальярі, 16 км на південний захід від Тортолі, 6 км на південний захід від Ланузеі.
Населення — 1483 особи (2014).
Щорічний фестиваль відбувається Дня Святої Трійці. Покровитель — Sant'Elena Imperatrice.

## Демографія
Населення за роками:

Станом на 1 січня 2023 року в муніципалітеті офіційно проживали 24 іноземці з 8 країн, серед них 10 громадян країн Євросоюзу.

## Сусідні муніципалітети
- Арцана
- Кардеду
- Єрцу
- Ланузеі
- Озіні
- Сеуї
- Тертенія
- Улассаї
- Уссассаї